# Erich Ude
Erich Ude (* 3. Januar 1931 in Hannover; † 25. März 2018 in Nürnberg) war ein deutscher Schauspieler bei Bühne und Fernsehen.

## Leben und Wirken
Ude debütierte nach seiner künstlerischen Ausbildung zu Beginn der 1950er Jahre 1951 am Theater von Lüneburg. Im Jahr darauf wechselte er für mehrere Spielzeiten nach Hildesheim. Über Braunschweig erreichte der Hannoveraner Ende des Jahrzehnts Nürnberg, wo er sich schließlich niederließ und die kommenden Jahrzehnte als Ensemblemitglied den Städtischen Bühnen angehörte. Nebenbei arbeitete er auch intensiv für den Hörfunk. Mit einer sonoren Stimme gesegnet, trat Ude auch als Sprecher und Rezitator auf.
Von Mitte der 1960er Jahre bis in die frühen 1970er Jahre hinein erhielt Erich Ude auch hin und wieder Rollenangebote für Fernsehproduktionen. In der Rolle eines Obersts wirkte er 1970 in dem von der Kritik gelobten Berg- und Rebellendrama Jaider – der einsame Jäger mit. Vor der Kamera verkörperte Ude oftmals Respektspersonen (Offiziere, Adelige und Inspektoren). Ab 1973 konzentrierte er sich wieder vollständig auf die Theaterarbeit. So war er von 1974 bis 1977 als Regisseur des Historischen Festspiels "Der Meistertrunk" in Rothenburg ob der Tauber tätig.

In den letzten Jahren engagierte sich Ude, „ein Literaturfan und ein engagierter Streiter gegen Faschismus und für den Frieden“, auch gegen neonazistische Tendenzen in Nürnberg und las bei einer öffentlichen Demonstration aus Paul Celans „Todesfuge“.
Als Anerkennung seiner Verdienste wurde Erich Ude 2011 die Bürgermedaille der Stadt Nürnberg verliehen; ihm zu Ehren wurde  im Jahre 2016, an seinem 85. Geburtstag, in Nürnberg ein Empfang gegeben.

## Filmografie
- 1966: Die Geschichte des Rittmeisters Schach von Wuthenow
- 1969: Mord nach der Oper
- 1970: Jaider – der einsame Jäger
- 1971: Der Herr Schmidt
- 1971: Lerchenpark
- 1972: Die rote Kapelle
- 1972: Zeitaufnahme
- 1972: Der Amateur
- 1973: Der Vorgang